# Codici ICAO H

## HA - Etiopia
- HAAB (Codice IATA = ADD) Aeroporto di Addis Abeba-Bole, Addis Abeba
- HAAD Aeroporto civile, Adaba
- HAAG Aeroporto civile, Agordat
- HAAL Aeroporto Liddetta Air Base, Addis Abeba
- HAAM (Codice IATA = AMH) Aeroporto civile, Arba Minch
- HAAW Aeroporto civile, Auasc
- HAAX (Codice IATA = AXU) Aeroporto civile, Axum
- HABB (Codice IATA = XBL) Aeroporto civile, Bunno Bedelle
- HABC (Codice IATA = BCO) Aeroporto Jinka, Bako
- HABD (Codice IATA = BJR) Aeroporto civile, Bahar Dar
- HABE (Codice IATA = BEI) Aeroporto civile, Beica
- HABU (Codice IATA = BCY) Aeroporto civile, Bulchi
- HADB Aeroporto civile, Dagabur
- HADC (Codice IATA = DSE) Aeroporto Combolcha, Dessiè
- HADD (Codice IATA = DEM) Aeroporto civile, Dembidolo
- HADK (Codice IATA = ABK) Aeroporto Air Base, Kebri Dahar
- HADL Aeroporto civile, Dallol
- HADM (Codice IATA = DBM) Aeroporto civile, Debra Marcos
- HADN Aeroporto civile, Danguilla
- HADO Aeroporto civile, Dodola
- HADR (Codice IATA = DIR) Aeroporto Aba Tenna D. Yilma, Dire Daua
- HADT (Codice IATA = DBT) Aeroporto civile, Debre Tabor
- HAFN (Codice IATA = FNH) Aeroporto civile, Fincha
- HAGB (Codice IATA = GOB) Aeroporto Robe, Goba
- HAGH (Codice IATA = GNN) Aeroporto Ginir, Ghinnir
- HAGL (Codice IATA = GLC) Aeroporto civile, Galadi
- HAGM (Codice IATA = GMB) Aeroporto civile, Gambela
- HAGN (Codice IATA = GDQ) Aeroporto civile, Gondar
- HAGO (Codice IATA = GDE) Aeroporto Air Base, Gode
- HAGR (Codice IATA = GOR) Aeroporto civile, Gore
- HAGU Aeroporto civile, Gura
- HAHM Aeroporto Harar Meda Air Base, Debre Zeyit
- HAHS Aeroporto civile, Hossana
- HAHU (Codice IATA = HUE) Aeroporto civile, Humera
- HAJJ Aeroporto Air Base, Giggiga
- HAJM (Codice IATA = JIM) Aeroporto Aba Segud, Gimma
- HAKD (Codice IATA = ABK) Aeroporto Air Base, Kebri Dahar
- HAKL (Codice IATA = LFO) Aeroporto civile, Kelafo
- HALA (Codice IATA = AWA) Aeroporto Lake Awasa, Auasa
- HALL (Codice IATA = LLI) Aeroporto civile, Lalibela
- HAME Aeroporto civile, Mieso
- HAMJ Aeroporto civile, Maji
- HAMK (Codice IATA = MQX) Aeroporto Alula Aba Nega, Macallè
- HAML (Codice IATA = MZX) Aeroporto civile, Masslo / Meslo
- HAMM (Codice IATA = ETE) Aeroporto civile, Metemma
- HAMN (Codice IATA = NDM) Aeroporto civile, Mendi
- HAMO (Codice IATA = OTA) Aeroporto civile, Mota / Motta
- HAMR (Codice IATA = MUJ) Aeroporto civile, Mui River
- HAMS (ora HHMS)
- HAMT (Codice IATA = MTF) Aeroporto civile, Mizan Teferi
- HANG (Codice IATA = EGL) Aeroporto Air Base, Neghelli
- HANJ (Codice IATA = NEJ) Aeroporto civile, Nejjo / Nejo
- HANK (Codice IATA = NEK) Aeroporto civile, Nekemte
- HASB (ora HHMS)
- HASD (Codice IATA = SXU) Aeroporto civile, Soddo
- HASH Aeroporto civile, Sheik Hussein
- HASO (Codice IATA = ASO) Aeroporto civile, Asosa
- HATO Aeroporto civile, Tendaho
- HATP (Codice IATA = TIE) Aeroporto civile, Tippi
- HATS (Codice IATA = TES) Aeroporto Teseney, Tessenei
- HAWC (Codice IATA = WAC) Aeroporto civile, Waca

## HB - Burundi, Burkina Faso
- HBBA (Codice IATA = BJM) Aeroporto Internazionale di Bujumbura, Burundi 3°19′S 29°19′E(sito informativo)
- HBBE (Codice IATA = GID) Aeroporto civile, Gitega Zenngo, Burundi
- HBBK Aeroporto civile, Kiofi-Gihofi, Burundi
- HBBL Aeroporto civile, Nyanza-Lac, Burundi
- HBBM Aeroporto civile, Mugera, Burundi
- HBBN Aeroporto civile, Nyakagunda, Burundi
- HBBO (Codice IATA = KRE) Aeroporto civile, Kirundu, Burkina Faso

## HC - Somalia
- HCMA (Codice IATA = ALU) Aeroporto civile, Alula
- HCMB (Codice IATA = BIB) Aeroporto civile, Baidoa
- HCMC (Codice IATA = CXN) Aeroporto civile, Candala
- HCMD (Codice IATA = BSY) Aeroporto civile, Bardera
- HCME (Codice IATA = HCM) Aeroporto civile, Eil
- HCMF (Codice IATA = BSA) Aeroporto civile, Bosaso
- HCMG (Codice IATA = GSR) Aeroporto civile, Gardo
- HCMH (Codice IATA = HGA) Aeroporto civile, Hargheisa
- HCMI (Codice IATA = BBO) Aeroporto di Berbera, Berbera
- HCMJ Aeroporto di Lugh Ganane, Lugh (Somalia)
- HCMK (Codice IATA = KMU) Aeroporto civile, Chisimaio
- HCML Aeroporto civile, El Bur
- HCMM (Codice IATA = MGQ) Aeroporto Petrella, Mogadiscio
- HCMN Aeroporto civile, Belet Uen
- HCMO (Codice IATA = CMO) Aeroporto civile, Obbia
- HCMP Aeroporto civile, Las Anod
- HCMR (Codice IATA = GLK) Aeroporto civile, Gallacaio
- HCMS (Codice IATA = CMS) Aeroporto civile, Scusciuban
- HCMU (Codice IATA = ERA) Aeroporto civile, Erigavo
- HCMV (Codice IATA = BUO) Aeroporto civile, Burao

## HD - Gibuti
- HDAE Aeroporto civile, As Eyla
- HDAG Aeroporto civile, Assa Guella
- HDAM (ex HFFF) (Codice IATA = JIB) Aeroporto AMBOULI, Gibuti
- HDAS Aeroporto civile, Ali Sabieh
- HDCH Aeroporto civile, Chebelley
- HDDK Aeroporto civile, Dikhil
- HDDO Aeroporto civile, Dorra
- HDHE Aeroporto civile, Herkale
- HDMO Aeroporto civile, Moucha
- HDOB Aeroporto civile, Obock
- HDTJ Aeroporto civile, Tagiura
- HDYO Aeroporto civile, Yoboki

## HE - Egitto
- HEAR (Codice IATA = AAC) Aeroporto Internazionale di al-Arish, Al-Arish
- HEAT (Codice IATA = ATZ) Aeroporto civile, Asyūṭ
- HEAX (Codice IATA = ALY) Aeroporto EL NOUZHA, Alessandria d'Egitto
- HEBA Aeroporto civile, Borg El Arab
- HEBL (Codice IATA = ABS) Aeroporto civile, Abu Simbel
- HEBS Aeroporto civile, Beni Suef
- HECA (Codice IATA = CAI) Aeroporto Internazionale del Cairo, Il Cairo
- HECW Aeroporto Dairo Cairo West US Air Base, Il Cairo
- HEDK Aeroporto civile, Dakhla
- HEEM Aeroporto civile, Embaba
- HEGN (Codice IATA = HRG) Aeroporto Internazionale di Hurghada, Hurghada
- HEGR Aeroporto civile, El Gora
- HEKB (Codice IATA = RAF) Aeroporto civile, Ras An Naqb
- HEKG Aeroporto civile, Kharga
- HELX (Codice IATA = LXR) Aeroporto civile, Luxor
- HEMA (Codice IATA = RMF) Aeroporto civile, Marsa Alam
- HEMM (Codice IATA = MUH) Aeroporto di Marsa Matruh, Marsa Matruh
- HENV (Codice IATA = UVL) Aeroporto civile, Governatorato di Wadi al Jadid
- HENY (Codice IATA = UVL) Aeroporto civile, Governatorato di Wadi al Jadid
- HEOW Aeroporto civile, Shark El Oweinat
- HEPS (Codice IATA = PSD) Aeroporto civile, Porto Said
- HERN Aeroporto civile, Ras Nasrani / Sharm el-Sheikh
- HESC (Codice IATA = SKV) Aeroporto civile, Santa Caterina
- HESH (Codice IATA = SSH) Aeroporto internazionale di Sharm el-Sheikh, Sharm el-Sheikh
- HESN (Codice IATA = ASW) Aeroporto DARAW, Assuan
- HETB Aeroporto civile, Taba
- HETR Aeroporto civile, El-Tor

## HF - Gibuti (codici eliminati)
- HFFF Aeroporto civile, Gibuti-Ambouli

## HH - Eritrea
- HHAG Aeroporto civile, Agordat
- HHAK Aeroporto civile, Adi Keyih
- HHAL Aeroporto civile, Alghena
- HHAS (ex HAAY) (Codice IATA = ASM) Aeroporto Internazionale di Asmara, Asmara
- HHAT Aeroporto civile, Afabet
- HHAU Aeroporto civile, Mendefera
- HHBA Aeroporto civile, Barentù
- HHBL Aeroporto civile, Beilul
- HHDC Aeroporto civile, Dahlac
- HHGU Aeroporto civile, Gura
- HHHB Aeroporto civile, Halib Mentel
- HHKN Aeroporto civile, Cheren
- HHKT Aeroporto civile, Kerkebet
- HHMF Aeroporto civile, Mersa Fatuma
- HHMG Aeroporto civile, Mersa Gulbub
- HHMS (ex HAMS ) (Codice IATA = ASA) Aeroporto civile, Massaua
- HHNF Aeroporto civile, Nacfa
- HHOH Aeroporto civile, Omhajer
- HHSB (ex HASB) Aeroporto di Assab, Assab
- HHTS Aeroporto civile, Tessenei

## HK - Kenya
- HK1 (Codice IATA = BMQ) Aeroporto civile, Bamburi
- HKAM (Codice IATA = ASV) Aeroporto civile, Amboseli
- HKBA Aeroporto civile, Busia
- HKBR Aeroporto civile, Bura
- HKBU Aeroporto civile, Bungoma
- HKED Aeroporto civile, Eldoret Airstrip
- HKEL (Codice IATA = EDL) Aeroporto civile, Eldoret
- HKEM Aeroporto civile, Embu
- HKES (Codice IATA = EYS) Aeroporto civile, Eliye Springs
- HKEW Aeroporto civile, El Wak
- HKFG (Codice IATA = KLK) Aeroporto Ferguson's Gulf, Kalokol
- HKFG (Codice IATA = FER) Aeroporto FERGUSON'S GULF, Kalokol
- HKGA (Codice IATA = GAS) Aeroporto civile, Garissa
- HKGT Aeroporto civile, Garba Tula
- HKHB Aeroporto civile, Homa Bay
- HKHO (Codice IATA = HOA) Aeroporto civile, Hola
- HKIS Aeroporto civile, Isiolo
- HKJK (Codice IATA = NBO) Aeroporto Internazionale Jomo Kenyatta, Nairobi
- HKKA Aeroporto civile, Kabarak
- HKKB Aeroporto civile, Kiamberi
- HKKE Aeroporto civile, Keekorok
- HKKG Aeroporto civile, Kakamega
- HKKI (Codice IATA = KIS) Aeroporto Internazionale di Kisumu, Kisumu
- HKKL (Codice IATA = ILU) Aeroporto civile, Kilaguni
- HKKP Aeroporto civile, Kapchomuswo
- HKKR (Codice IATA = KEY) Aeroporto civile, Kericho
- HKKS Aeroporto civile, Kisii
- HKKT (Codice IATA = KTL) Aeroporto civile, Kitale
- HKKU Aeroporto civile, Kitui
- HKLG Aeroporto civile, Lokitaung
- HKLK (Codice IATA = LKG) Aeroporto di Lokichoggio, Lokichoggio
- HKLO (Codice IATA = LOK) Aeroporto civile, Lodwar
- HKLT Aeroporto civile, Loitokitok
- HKLU (Codice IATA = LAU) Aeroporto Mwana / MANDA, Lamu
- HKLY (Codice IATA = LOY) Aeroporto civile, Loyangalani
- HKMA (Codice IATA = NDE) Aeroporto civile, Mandera
- HKMB (Codice IATA = RBT) Aeroporto civile, Marsabit
- HKME Aeroporto civile, Meru
- HKMG Aeroporto civile, Magadi
- HKMI Aeroporto Kisima, Meralal
- HKMK Aeroporto Mulika Lodge, Meru
- HKML (Codice IATA = MYD) Aeroporto civile, Malindi
- HKMM Aeroporto civile, Migori
- HKMO (Codice IATA = MBA) Aeroporto Moi International, Mombasa
- HKMR Aeroporto civile, Mackinnon Road
- HKMS Aeroporto civile, Mara Serena
- HKMT Aeroporto civile, Mitito Andei
- HKMU Aeroporto civile, Makindu
- HKMY (Codice IATA = OYL) Aeroporto Oda, Moyale Lower
- HKMZ Aeroporto civile, Musiara
- HKNA (Codice IATA = NBO) Stazione meteorologica dell'Aeroporto Internazionale Jomo Kenyatta, Nairobi
- HKNC Aeroporto Dagoretti, Nairobi
- HKNI (Codice IATA = NYE) Aeroporto civile, Nyeri
- HKNK (Codice IATA = NUU) Aeroporto civile, Nakuru
- HKNN Aeroporto civile, Ngoro Ngoro
- HKNO Aeroporto civile, Narok
- HKNV Aeroporto civile, Naivasha
- HKNW (Codice IATA = WIL) Aeroporto Wilson, Nairobi
- HKNY (Codice IATA = NYK) Aeroporto civile, Nanyuki
- HKRE Aeroporto EASTLEIGH, Nairobi
- HKSA Aeroporto African Aviation School, Embakasi
- HKSB (Codice IATA = UAS) Aeroporto civile, Samburu South
- HKUK Aeroporto civile, Ukunda
- HKVO Aeroporto civile, Voi
- HKWE Aeroporto civile, Webuye
- HKWJ (Codice IATA = WJR) Aeroporto Waghala, Wajir

## HL - Libia
- HLFL Aeroporto civile, Buattifel
- HLGL Aeroporto Warehouse 59 e, Gialo
- HLGT (Codice IATA = GHT) Aeroporto civile, Ghat
- HLKF (Codice IATA = AKF) Aeroporto civile, Kufra
- HLLB (Codice IATA = BEN) Aeroporto Internazionale di Bengasi-Benina
- HLLM Aeroporto Mitiga, Tripoli
- HLLO Aeroporto civile, Metega
- HLLQ (Codice IATA = LAQ) Aeroporto Labraq, El Beida
- HLLS (Codice IATA = SEB) Aeroporto civile, Sebha
- HLLT (Codice IATA = TIP) Aeroporto di Tripoli, Tripoli
- HLMB (Codice IATA = LMQ) Aeroporto civile, Marsa El Brega
- HLNF Aeroporto civile, Ras Lanouf
- HLON (Codice IATA = HUQ) Aeroporto civile, Hun
- HLRA Aeroporto WAREHOUSE 32, Dahra
- HLRF Aeroporto Sirte, Jaref
- HLSD Aeroporto civile, Essider
- HLTD (Codice IATA = LTD) Aeroporto civile, Gadames
- HLZA Aeroporto civile, Zella 74

## HR - Ruanda
- HRYG (Codice IATA = GYI) Aeroporto civile, Gisenyi
- HRYI (Codice IATA = BTQ) Aeroporto civile, Butare
- HRYN Aeroporto civile, Nemba
- HRYO Aeroporto civile, Gabiro
- HRYR (Codice IATA = KGL) Aeroporto Kanombe Gregoire Kayibanda, Kigali
- HRYU (Codice IATA = RHG) Aeroporto civile, Ruhengeri
- HRZA (Codice IATA = KME) Aeroporto civile, Kamembe

## HS - Sudan
- HSAK Aeroporto civile, Akobo
- HSAT (Codice IATA = ATB) Aeroporto civile, Atbara
- HSAW Aeroporto civile, Aweil
- HSBR Aeroporto civile, Bor
- HSBT Aeroporto civile, Bentu
- HSCG Aeroporto Karthago, Erkowit
- HSCN (Codice IATA = EGN) Aeroporto civile, El Geneina
- HSDB Aeroporto civile, Al Dabbah
- HSDL Aeroporto civile, Dilling
- HSDM Aeroporto civile, Dueim
- HSDN (Codice IATA = DOG) Aeroporto civile, Dongola
- HSDZ Aeroporto civile, Damazine
- HSFS (Codice IATA = ELF) Aeroporto civile, El Fasher
- HSGF (Codice IATA = GSU) Aeroporto Azaza, Gedaref
- HSGG (Codice IATA = DNX) Aeroporto Galegu, Dinder
- HSGN (Codice IATA = EGN) Aeroporto civile, Geneina
- HSGO Aeroporto civile, Gogerial
- HSKA (Codice IATA = KSL) Aeroporto civile, Kassala
- HSKG (Codice IATA = GBU) Aeroporto civile, Khashm El Girba
- HSKI (Codice IATA = KST) Aeroporto Rabak, Kosti
- HSKJ Aeroporto civile, Kago Kaju
- HSKP Aeroporto civile, Kapoeta
- HSLI Aeroporto civile, Kadugli
- HSLR Aeroporto civile, Urangu
- HSMD Aeroporto civile, Marida
- HSMK Aeroporto civile, Rumbek
- HSMR (Codice IATA = MWE) Aeroporto civile, Merowe
- HSNA Aeroporto civile, Nasir
- HSND Aeroporto civile, Shendi
- HSNH Aeroporto civile, Nahud
- HSNL (Codice IATA = UYL) Aeroporto civile, Nyala
- HSNM Aeroporto civile, Nimule
- HSNN Aeroporto civile, Nyala
- HSNR Aeroporto civile, Sennar
- HSNW (Codice IATA = NHF) Aeroporto civile, New Halfa
- HSOB (Codice IATA = EBD) Aeroporto civile, Al-Ubayyid
- HSPA Aeroporto civile, Pachella
- HSPI Aeroporto civile, Pibor
- HSPN (Codice IATA = PZU) Aeroporto Port Sudan International, Port Sudan
- HSRJ Aeroporto civile, Raga
- HSRN Aeroporto civile, Renk
- HSSJ (Codice IATA = JUB) Aeroporto Internazionale di Giuba
- HSSM (Codice IATA = MAK) Aeroporto civile, Malakal
- HSSP (Codice IATA = PZU) Aeroporto civile, Port Sudan
- HSSS (Codice IATA = KRT) Aeroporto Internazionale di Khartoum, Khartoum
- HSSW (Codice IATA = WHF) Aeroporto Nuba Lake, Wadi Halfa
- HSTO Aeroporto civile, Tong
- HSTR Aeroporto civile, Torit
- HSTU Aeroporto civile, Tumbura
- HSWW (Codice IATA = WUU) Aeroporto civile, Wau
- HSYA Aeroporto civile, Yambio
- HSYE Aeroporto civile, Yei
- HSYL Aeroporto civile, Yirol
- HSZA Aeroporto civile, Zalingei

## HT - Tanzania
- HTAR Aeroporto civile, Arusha
- HTBH Aeroporto civile, Biharamulo
- HTBU (Codice IATA = BKZ) Aeroporto civile, Bukoba
- HTCH Aeroporto civile, Chunya
- HTDA (Codice IATA = DAR) Aeroporto Internazionale Julius Nyerere, Dar Es Salaam
- HTDO (Codice IATA = DOD) Aeroporto civile, Dodoma
- HTFI Aeroporto civile, Fort Ikoma
- HTIR (Codice IATA = IRI) Aeroporto civile, Iringa
- HTIY Aeroporto civile, Inyonga
- HTKA (Codice IATA = TKQ) Aeroporto civile, Kigoma
- HTKB Aeroporto civile, Kibondo
- HTKD Aeroporto civile, Kondoa
- HTKI (Codice IATA = KIY) Aeroporto civile, Kilwa Masoko
- HTKJ (Codice IATA = JRO) Aeroporto Internazionale del Kilimangiaro, Kilimangiaro
- HTKL Aeroporto civile, Kirondatal
- HTKO Aeroporto civile, Kongwa
- HTKR Aeroporto civile, Karagwe
- HTKT Aeroporto civile, Kilimatinde
- HTLD Aeroporto civile, Loliondo
- HTLI (Codice IATA = LDI) Aeroporto civile, Lindi
- HTLL Aeroporto civile, Liuli
- HTLM (Codice IATA = LKY) Aeroporto civile, Lake Manyara
- HTLO Aeroporto civile, Lobo Wildlife Lodge
- HTMA (Codice IATA = MFA) Aeroporto civile, Mafia Island
- HTMB (Codice IATA = MBI) Aeroporto civile, Mbeya
- HTMC Aeroporto civile, Maswa
- HTMD (Codice IATA = MWN) Aeroporto civile, Mwadui
- HTMG Aeroporto civile, Morogoro
- HTMI (Codice IATA = XMI) Aeroporto civile, Masasi
- HTMK Aeroporto civile, Mikumi
- HTMN Aeroporto civile, Manyoni
- HTMO Aeroporto civile, Mombo
- HTMP Aeroporto civile, Mpanda
- HTMR Aeroporto Ruaha National Park Field, Msembe
- HTMS Aeroporto civile, Moshi
- HTMT (Codice IATA = MYW) Aeroporto civile, Mtwara
- HTMU (Codice IATA = MUZ) Aeroporto civile, Musoma
- HTMV Aeroporto civile, Mvumi
- HTMW (Codice IATA = MWZ) Aeroporto civile, Mwanza
- HTMX Aeroporto civile, Mpwapwa
- HTMY Aeroporto civile, Mbuyu
- HTNA (Codice IATA = NCH) Aeroporto civile, Nachingwea
- HTNG Aeroporto civile, Ngerengere
- HTNJ (Codice IATA = JOM) Aeroporto civile, Njombe
- HTNR Aeroporto civile, N'Gara
- HTOL Aeroporto civile, Oldeani
- HTPE (Codice IATA = PMA) Aeroporto di Pemba (Karume), Pemba
- HTSD Aeroporto civile, Singida
- HTSE Aeroporto civile, Same
- HTSH Aeroporto civile, Mafinga
- HTSN (Codice IATA = SEU) Aeroporto civile, Seronera
- HTSO (Codice IATA = SGX) Aeroporto civile, Songea
- HTSU (Codice IATA = SUT) Aeroporto civile, Sumbawanga
- HTSY (Codice IATA = SHY) Aeroporto civile, Shinyanga
- HTTB (Codice IATA = TBO) Aeroporto civile, Tabora
- HTTG Aeroporto civile, Tangerang-Budiarto
- HTTG (Codice IATA = TGT) Aeroporto civile, Tanga
- HTTU Aeroporto civile, Tunduru
- HTUK Aeroporto civile, Ukerewe
- HTUR Aeroporto civile, Urambo
- HTUT Aeroporto civile, Utete
- HTUV Aeroporto civile, Uvinza
- HTWH Aeroporto civile, Wazo Hill
- HTWK Aeroporto West Kilimanjaro, Ngara Nairobi
- HTZA (Codice IATA = ZNZ) Aeroporto civile, Zanzibar

## HU - Uganda
- HUAJ Aeroporto civile, Adjuman
- HUAR (Codice IATA = RUA) Aeroporto civile, Arua
- HUBA Aeroporto civile, Pakuba
- HUBU Aeroporto civile, Bundibugyo
- HUEN (Codice IATA = EBB) Aeroporto Internazionale di Entebbe, Entebbe
- HUFP Aeroporto civile, Fort Portal
- HUGU (Codice IATA = ULU) Aeroporto di Gulu, Gulu
- HUJI (Codice IATA = JIN) Aeroporto civile, Jinja
- HUKB (Codice IATA = KBG) Aeroporto civile, Kabale
- HUKC Aeroporto civile, Kampala
- HUKD Aeroporto civile, Kidepo
- HUKF Aeroporto civile, Kabalega Falls
- HUKK Aeroporto civile, Kakira
- HUKO Aeroporto civile, Kotido
- HUKS (Codice IATA = KSE) Aeroporto civile, Kasese
- HUKT Aeroporto civile, Kitgum
- HULA Aeroporto Kasenyi, Lake George
- HULI Aeroporto civile, Lira
- HUMA (Codice IATA = MBQ) Aeroporto civile, Mbarara
- HUMI (Codice IATA = KCU) Aeroporto civile, Masindi
- HUMO Aeroporto civile, Moroto
- HUMW Aeroporto civile, Mweya
- HUNA Aeroporto Agro-Met. Station, Namulonge
- HUPA Aeroporto civile, Pakuba
- HUSO (Codice IATA = SRT) Aeroporto civile, Soroti
- HUTO (Codice IATA = TRY) Aeroporto civile, Tororo